# La Paz de Oriente
La Paz de Oriente es un municipio del departamento de Carazo en la República de Nicaragua. Extraoficialmente denominado también La Paz de Carazo.

## Geografía
El término municipal limita al norte con el municipio de Niquinohomo, al sur con el municipio de Santa Teresa, al este con los municipios de Diriá y Nandaime y al oeste con el municipio de El Rosario.
El territorio municipal se encuentra ubicado en el altiplano denominado "Meseta de los Pueblos", de topografía irregular con pendientes mayores del 4% desertadas por las corrientes que a través de cañadas o quebradas drenan hacia el Lago Cocibolca. Los suelos con topografía moderadamente ondulada.

## Historia
Los pobladores cuentan que hace más de un siglo, siendo apenas un caserío, el nombre de "La Paz" se originó cuando un campesino arando la tierra se encontró con una imagen de la Virgen María, la cual llevó al párroco quien la identificó como "Nuestra Señora Reina de La Paz" porque ese era el texto que tenía escrito. Por tal razón, los habitantes decidieron ponerle ese nombre al pueblo cuando en 1896 durante la administración del presidente José Santos Zelaya fue elevado a la categoría de municipio.

## Demografía
La Paz de Oriente tiene una población actual de 5,850 habitantes. De la población total, el 49.6% son hombres y el 50.4% son mujeres. Casi el 53.4% de la población vive en la zona urbana.

## Naturaleza y clima
El clima del municipio es semihúmedo considerado como zona tropical. Se Caracteriza por su agradable frescura, la temperatura varía entre los 27 y 27,5 °C y la precipitación pluvial que oscila entre los 1200 y 1400 mm. Los bosques originarios han desaparecido por el uso intensivo de suelos para cultivos de granos básicos.

## Localidades
El casco urbano municipal se divide en 9 sectores; mientras que, tiene un total de 8 localidades rurales:
- Buena Vista
- Esquipulas
- El Potrerón
- Los Ángeles
- Los Cruces
- San Diego
- San José Obrero
- San Pedro

## Economía
La principal base económica de los municipios es la producción agrícola, diversificada en los cultivos de caña de azúcar, fríjol, maíz, arroz, otros cultivos en menor escala como son: musáceas y cítricos. El sector pecuario también constituye una base económica significativa, existiendo 300 cabezas de ganado, que se utilizan para la producción de carnes y leche para consumo local.

## Festividades

### Fiestas tradicionales
El 24 de enero de cada año se celebran las festividades religiosas en honor a Nuestra Señora Reina de La Paz o Nuestra Señora de la Paz.
Las fiestas patronales en honor a "La Virgen de la Paz" se extienden hasta la segunda semana del mes de febrero.